# دائرة تمارة
دائرة تمارة هي إحدى دوائر عمالة الصخيرات تمارة، التابعة لجهة الرباط سلا القنيطرة، المملكة المغربية. تضم الدائرة 2 جماعات قروية، وبلغ عدد سكانها 27400 فرداً سنة 2004 حسب الإحصاء الرسمي للسكان والسكنى. يتبع للدائرة 7 مشيخة و24 دوار.

## التقسيمات الإداريّة
تعتبر دائرة تمارة إحدى الدوائر المشكّلة لعمالة الصخيرات تمارة، وهو التقسيم الإداري من المستوى الرابع المعتمد في المغرب. ينقسم عمالة الصخيرات تمارة إلى 6 جماعات قروية تختلف من حيث السكان والمساحة، والتي بدورها تنقسم إلى مشيخات تضم عدداً من الدواوير.